# Jan Tyszkiewicz (historyk)
Jan Wacław Tyszkiewicz (ur. 23 lutego 1939 w Warszawie) – polski historyk, profesor zwyczajny w Instytucie Historycznym Uniwersytetu Warszawskiego i w Wydziale Historycznym Akademii Humanistycznej im. Aleksandra Gieysztora w Pułtusku.

## Życiorys
Magisterium z historii na UW 1961, absolutorium z archeologii 1965, doktorat i habilitacja z historii tamże 1971 i 1979, profesor nadzwyczajny 1992, zwyczajny 1995. Sekretarz naukowy Instytutu Historycznego UW 1972–1975, członek: Komisji Geografii Historycznej PAN od 1973, Redakcji rocznika Ziemia 1979–1987, Komitetu Głównego Ogólnopolskiej Olimpiady Historycznej 1984-2008, Komisji Ekologii Człowieka PAN 1988–1995, Komisji Numizmatycznej PAN 1989-2001, Zespołu Historycznego przy Ośrodku Kultury Turystyki Górskiej PTTK w Pieninach od 1991, Rady Naukowej przy Roczniku Tatarów Polskich od 1993, Komisji Orientalistycznej PAN 1999-2011, Rady Wspólnej Katolików i Muzułmanów od 1998.
Członek Senatu Akademii Humanistycznej w Pułtusku, członek Rady Naukowej Wydziału Historycznego, prezes Zarządu Fundacji im. Aleksandra Gieysztora w latach 2000–2018.
W 2005 za wybitne zasługi w pracy naukowej i dydaktycznej został odznaczony Krzyżem Kawalerskim Orderu Odrodzenia Polski.
Rodzice: Stanisław Tyszkiewicz (1904–1982) leśnik, profesor zwyczajny i Janina ze Stankiewiczów (1901–1982) botanik, doktor filozofii. Żona: Ewa Paulina Widy-Tyszkiewicz (1943), lekarz, doktor habilitowany. Mają dwóch synów.

## Zainteresowania naukowe
Dzieje i kultura średniowiecznych Słowian, koczownicy Europy średniowiecznej, nauki pomocnicze historii: geografia historyczna (zwłaszcza historia środowiskowa), demografia historyczna i chronologia, historia wojskowa średniowiecza.

## Najważniejsze publikacje
- Jady bojowe Słowian Zachodnich we wczesnym średniowieczu (w) Kwartalnik Historii Kultury Materialnej, Tom 9, Numer 1 (1961) s. 3–22.
- Z badań nad wczesnośredniowiecznym osadnictwem górnego dorzecza Odry: Lupiglaa i Golensizi tzw. geografa Bawarskiego (w) Studia z Dziejów Osadnictwa, red. A. Płachcińska, Tom 1, Warszawa 1963, s. 7–72, 2 mapy.
- O schyłkowym pogaństwie na ziemiach polskich (w) Kwartalnik Historyczny, Tom 73, 1966, Numer 4, s. 549–562.
- Krzyżacy, K. Mórawski, J. Tyszkiewicz, Warszawa 1970, s. 311; wyd. 2 popr., Warszawa 1973, s. 368.,wyd. 3 popr., Warszawa 1980, s. 294.
- Mazowsze północno-wschodnie we wczesnym średniowieczu. Historia pogranicza nad górną Narwią do połowy XIII w., Warszawa 1974, s. 235, 7 map, 18 ii.
- Środowisko naturalne i antroporegiony dorzecza Narwi przed 1000 lat, Wrocław-Warszawa-Kraków-Gdańsk 1975, s. 190, 9 map.
- Terytorium Jaćwieży w starszej historiografii, Prace Instytutu Historycznego Uniwersytetu Warszawskiego, t. 1, 1975, s. 99–207, 7 map.
- Człowiek w środowisku geograficznym Polski średniowiecznej. Związki i uwarunkowania przyrodniczo-kulturowe, Warszawa 1981, s. 315.
- Ludzie i przyroda w Polsce średniowiecznej, Warszawa 1983, s. 289, il., ISBN 83-01-04267-2.
- Legendy i podania polskie, M. Orłoń, J. Tyszkiewicz, Warszawa 1986, s. 191., wyd. 2, Warszawa 1990, s. 191.
- Tatarzy na Litwie i w Polsce. Studia z dziejów XIII-XVIII w., Warszawa 1989, ISBN 83-01-08894-X.
- Ostatnia wojna z Zakonem Krzyżackim: 1519-1521, Warszawa 1991, ISBN 83-01-10080-X.
- Encyklopedia historii Polski. Dzieje polityczne, t. 1-2, J. Tyszkiewicz – współred. i autor ok. 1200 haseł do 1492 r., Warszawa 1994–1995.
- Z dziejów średniowiecznej Europy Środkowowschodniej Zbiór studiów, pod red. J. Tyszkiewicza, „Fasciculi Historici Novi”, t. 2, 1998 i t. 6, 2007.
- Zjazd gnieźnieński w 1000 roku: utworzenie Kościoła i zapowiedź Królestwa Polskiego, Warszawa 2000, ISBN 83-7059-483-2.
- Z historii Tatarów polskich 1794–1944, Zbiór szkiców z aneksami źródłowymi, Pułtusk 1998, s. 176, 21 ii., wyd. 2 poszerz., Pułtusk 2002, s. 220, 34 ii., ISBN 83-88067-81-8.
- Geografia historyczna Polski w średniowieczu. Zbiór szkiców, s. 210, 11 map., Warszawa 2003, ISBN 83-7181-287-6.
- Mazowsze jako kraina historyczna (w) Przyroda Mazowsza i jej antropogeniczne przekształcenia, red. A. Richling, Pułtusk 2003, s. 9–25., ISBN 83-88067-59-1.
- Egzekucja ludności cywilnej w Wawrze 27 grudnia 1939, Warszawa 2004, ISBN 83-921690-1-8, II wyd., Warszawa 2009, s. 150.
- Tradycje i współczesność. Księga pamiątkowa Instytutu Historycznego UW 1930-2005, red. J Tyszkiewicz, Warszawa 2005, s. 800, ii. 52., ISBN 83-7181-365-1.
- Dawne rybołówstwo w Pieninach, Szczawnica 2005, s. 91, fot. i ii.
- Słownik historyczny Europy Środkowo-Wschodniej, tom l, Kraje grupy wyszehradzkiej, red. naczelny: J Tyszkiewicz, i autor ok. 400 haseł, Warszawa 2006, s. 345, mapy, ii.
- Tatarzy w Polsce i Europie. Fragmenty dziejów, Pułtusk 2008, s. 264.
- Brunon z Querfurtu w Polsce i krajach sąsiednich. W tysiąclecie śmierci, Pułtusk 2009, s. 224, aneksy źródłowe.
- Dawna Rosja i Rosjanie we współczesnych badaniach polskich, J. Tyszkiewicz, K. Łukawski (red. nauk.), Pułtusk 2012, s. 165, ISBN 978-83-7549-153-1.
- Geografia historyczna: zarys problematyki, Wydawnictwo DiG, Warszawa 2014, s. 356, ISBN 978-83-7181-810-3.